# Anst Herred
Anst Herred i de nuværende Ribe og Vejle Amter er omgivet af herrederne Slavs, Malt, Frøs, Gram, Nr. Tyrstrup, Brusk, Jerlev, samt den tidligere købstad Kolding.
Herredet strækker sig fra Randbøl Hede i nord til Kongeåen i syd, fra Vejen Å i vest til Kolding Fjord i øst.

## Historie
Størsteparten af herredet er et lermuldet og småbakket morænelandskab dannet øst for isens hovedopholdslinje, som løber fra nord til syd gennem herredet. Dog findes også et par større hedesletter. Herredet er det mest frugtbare i det gamle Ribe Amt.
Anst Herred hørte til Almindsyssel og var i middelalderen delt mellem Skodborg Len og Koldinghus Len. Skodborg Len blev nedlagt i 1573, og hele herredet kom således ind under Koldinghus – og fra 1660 det nye Koldinghus Amt. I 1793 kom det så ind under Vejle Amt.

## Sogne
I herredet ligger følgende sogne:
- Andst Sogn
- Bække Sogn
- Gesten Sogn
- Hjarup Sogn
- Jordrup Sogn
- Lejrskov Sogn
- Seest Sogn
- Skanderup Sogn
- Vamdrup Sogn
- Veerst Sogn

### Kommunalreformen 1970
Ved Kommunalreformen (1970) blev seks sogne i Anst Herred flyttet til Vejle Amt: 
- Kolding Kommune fik
  - Seest Sogn
- Lunderskov Kommune fik
  - Jordrup Sogn
  - Lejrskov Sogn
  - Skanderup Sogn
- Vamdrup Kommune fik
  - Hjarup Sogn
  - Vamdrup Sogn

Fire sogne forblev i Ribe Amt:
- Vejen Kommune fik:
  - Andst Sogn
  - Bække Sogn
  - Gesten Sogn
  - Veerst Sogn

### Kommunalreformen 2007
Ved Kommunalreformen (2007) henføres alle fire kommuner til Region Syddanmark.